# مسجد بنی اکرم
مسجد بنی اکرم مربوط به دوره قاجار است و در شهرستان نجف‌آباد، بخش مهردشت، شهر علویچه، خیابان امام خمینی، انتهای خیابان امام جمعه، کوچه پاجوی واقع شده و این اثر در تاریخ ۲۰ اسفند ۱۳۸۵ با شمارهٔ ثبت ۱۸۱۰۵ به‌عنوان یکی از آثار ملی ایران به ثبت رسیده است.